# Chính sách thị thực của Montenegro

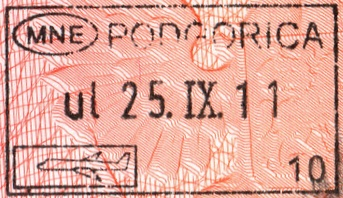
Entry stamp

Du khách đến Montenegro phải xin thị thực từ một trong những phái bộ ngoại giao Montenegro trừ khi họ đến từ một trong những quốc gia được miễn thị thực. Chính sách thị thực được đưa ra theo luật Luật về chính sách thị thực. Tại nơi không có đại diện ngoại giao và lãnh sự của Montenegro, người nước ngoài có thể xin thị thực (tùy thuộc vào quốc gia) tại phái bộ ngoại giao của Serbia, Bulgaria và Croatia.
Chính sách thị thực của Montenegro giống với chính sách thị thực Khối Schengen. Nó miễn thị thực 90-ngày với tất cả các quốc gia Phụ lục II, trừ Gruzia, Kiribati, Quần đảo Marshall, Micronesia, Palau, Quần đảo Solomon, Tonga và Tuvalu. Nó cũng miễn thị thực thêm với một số quốc gia – Azerbaijan, Belarus, Cuba, Ecuador, Kosovo, Kuwait, Qatar, Nga và Thổ Nhĩ Kỳ.

## Bản đồ chính sách thị thực

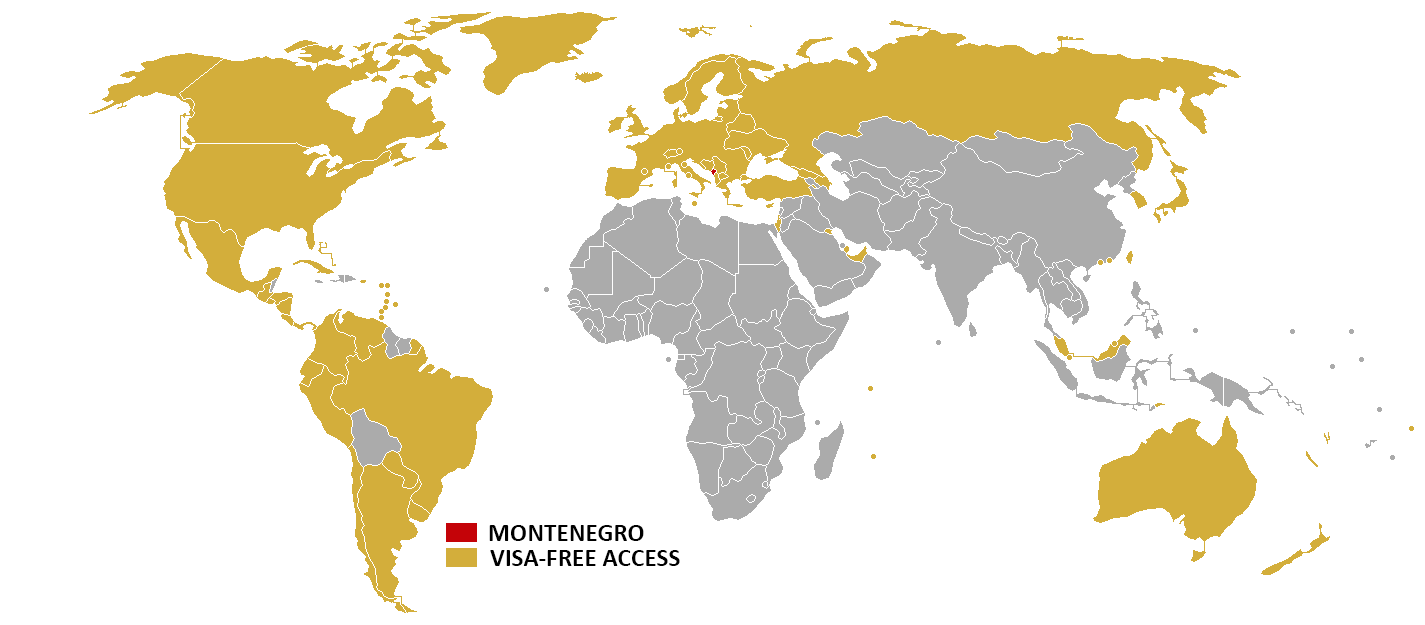
Chính sách thị thực Montenegro
Montenegro
Miễn thị thực

## Miễn thị thực
Công dân của các quốc gia sau có thể ở lại 90 ngày mà không cần thị thực.

### Hộ chiếu phổ thông
Công dân và người sở hữu hộ chiếu của 95 quốc gia và vùng lãnh thổ sau có thể đến Montenegro không cần thị thực lên đến 90 ngày (trừ khi được chú thích):
| - Tất cả công dân Liên minh Châu Âu 1 2 \| - Albania 3 - Andorra - Antigua và Barbuda - Argentina - Úc - Azerbaijan - Bahamas - Barbados - Belarus 4 (30 ngày) - Bosna và Hercegovina 3 - Brasil - Brunei - Canada - Chile - Colombia - Costa Rica - Cuba (30 ngày) - Dominica - Ecuador (30 ngày) - El Salvador - Grenada - Guatemala - Hồng Kông - Honduras - Iceland - Israel - Nhật Bản - Kosovo (30 ngày) 2 - Kuwait - Liechtenstein 2 - Macao - Macedonia 3 - Malaysia - Mauritius \| - Mexico - Moldova - Monaco 2 - Na Uy - New Zealand - Nicaragua - Panama - Paraguay - Peru (30 ngày) - Qatar - Nga (30 ngày) - Samoa - Saint Kitts và Nevis - Saint Lucia - Saint Vincent và Grenadines - San Marino 2 - Serbia 2 - Seychelles - Singapore - Dòng Chiến sĩ Toàn quyền Malta - Hàn Quốc - Thụy Sĩ 2 - Đài Loan 5 - Đông Timor - Trinidad và Tobago - Thổ Nhĩ Kỳ - Ukraina - Các Tiểu vương quốc Ả Rập Thống nhất - Hoa Kỳ - Uruguay - Vanuatu - Thành Vatican - Venezuela \| \| | |  |
| - Albania 3 - Andorra - Antigua và Barbuda - Argentina - Úc - Azerbaijan - Bahamas - Barbados - Belarus 4 (30 ngày) - Bosna và Hercegovina 3 - Brasil - Brunei - Canada - Chile - Colombia - Costa Rica - Cuba (30 ngày) - Dominica - Ecuador (30 ngày) - El Salvador - Grenada - Guatemala - Hồng Kông - Honduras - Iceland - Israel - Nhật Bản - Kosovo (30 ngày) 2 - Kuwait - Liechtenstein 2 - Macao - Macedonia 3 - Malaysia - Mauritius | - Mexico - Moldova - Monaco 2 - Na Uy - New Zealand - Nicaragua - Panama - Paraguay - Peru (30 ngày) - Qatar - Nga (30 ngày) - Samoa - Saint Kitts và Nevis - Saint Lucia - Saint Vincent và Grenadines - San Marino 2 - Serbia 2 - Seychelles - Singapore - Dòng Chiến sĩ Toàn quyền Malta - Hàn Quốc - Thụy Sĩ 2 - Đài Loan 5 - Đông Timor - Trinidad và Tobago - Thổ Nhĩ Kỳ - Ukraina - Các Tiểu vương quốc Ả Rập Thống nhất - Hoa Kỳ - Uruguay - Vanuatu - Thành Vatican - Venezuela |  |

1 - including non-EU British passports endorsed British National (Overseas) and British Overseas Territories Citizen, issued to residents of Bermuda.

2 - can enter with an ID card (incl. Irish passport card) and stay for 30 days.

3 - can enter with a biometric ID card and stay for 30 days.

4 - for holders of a tourist voucher, confirmation of hotel or private accommodation or invitation letter, authorized by a notary.

5 - provided a passport includes a Personal ID number.

### Hộ chiếu ngoại giao và công vụ
Công dân của các quốc gia sau có thể đến Montenegro mà không cần thị thực nếu sở hữu hộ chiếu ngoại giao:
| - Ai Cập - Zimbabwe |

Công dân của các quốc gia sau có thể đến Montenegro mà không cần thị thực nếu sở hữu hộ chiếu ngoại giao hoặc công vụ:
| - Armenia - Azerbaijan - Trung Quốc - Gruzia - Guinea - Indonesia - Iran - Kyrgyzstan | - Mông Cổ - Maroc - Triều Tiên - Pakistan - Tajikistan - Thái Lan - Việt Nam |  |

Người sở hữu Laissez-Passer, được cấp bởi Liên Hợp Quốc, nếu đi làm nhiệm vụ có thể đến Montenegro mà không cần thị thực.

### Thị thực thay thế
Công dân của bất cứ quốc gia nào có thể đến Montenegro mà không cần thị thực lên đến 30 ngày nếu họ sở hữu thị thực cấp bởi Ireland, quốc gia thành viên Khối Schengen, Vương quốc Liên hiệp Anh và Bắc Ireland hoặc Hoa Kỳ hoặc nếu họ là người thường trú tại những quốc gia này. Công dân của Các Tiểu vương quốc Ả Rập Thống nhất không cần thị thực lên đến 10 ngày, nếu họ có vé khứ hồi và chứng nhận đặt khách sạn.
Người tị nạn được cấp giấy tờ du hành người tị nạn bởi Úc, Canada, Iceland, Nhật Bản, New Zealand, Na Uy, Thụy Sĩ, Hoa Kỳ, hoặc quốc gia thành viên EU có thể đến Montenegro không cần thị thực lên đến 30 ngày.

### Chính sách qua lại
Công dân Montenegro có thể nhập cảnh không cần thị thực một số quốc gia mà Montenegro miễn thị thực nhưng cần thị thực để đến Antigua và Barbuda, Úc, Azerbaijan, Bahamas, Barbados, Brunei, Canada, Colombia, El Salvador, Grenada (Thị thực tại cửa khẩu), Guatemala, Honduras, Ireland, Nhật Bản, Kazakhstan, Kuwait, Malaysia, Mauritius (Thị thực tại cửa khẩu), Mexico, New Zealand, Nicaragua (Thị thực tại cửa khẩu), Paraguay, Qatar (Thị thực tại cửa khẩu), Saint Kitts và Nevis, Đài Loan, Các Tiểu vương quốc Ả Rập Thống nhất, Anh Quốc, Hoa Kỳ, Uruguay và Venezuela.